# Ferdinand von Massow
Ferdinand Heinrich Erdmann Ewald von Massow (* 28. Januar 1830 in Oels; † 19. November 1878 in Posen) war ein preußischer Generalmajor.

## Leben

### Herkunft
Ferdinand von Massow entstammte dem Adelsgeschlecht von Massow. Er war der Sohn von Heinrich von Massow (1783–1865), preußischer Oberstleutnant a. D. und Ritter des Ordens Pour le Mérite, und dessen Ehefrau Sophie, geborene Schmiedel (1810–1870).

### Militärkarriere
Massow besuchte die Elementarschule und das Gymnasium in seiner Heimatstadt. Anschließend durchlief er die Kadettenhäuser in Wahlstatt und Berlin. Am 1. April 1848 wurde er als Sekondeleutnant dem 12. Husaren-Regiment der Preußischen Armee überwiesen. Im Jahr darauf nahm Massow im Rahmen der Niederschlagung der revolutionären Unruhen während des Feldzuges in Baden an den Gefechten bei Ladenburg und Kuppenheim sowie an der Belagerung von Rastatt teil. Nach einer zweijährigen Kommandierung zur Militärreitschule avancierte er im Juni 1857 zum Premierleutnant und fungierte von April bis September 1858 als Eskadronführer beim 12. Landwehr-Husaren-Regiment. Infolge seiner hohen Reitbefähigung wurde Massow am 1. Oktober 1858 als Reitlehrer an die Militärreitschule in Schwedt/Oder versetzt und in dieser Stellung am 31. Mai 1859 zum Rittmeister befördert. Unter Belassung in diesem Kommando wurde er am 7. September 1861 zum Eskadronchef im Thüringischen Husaren-Regiment Nr. 12 ernannt und trat am 1. Oktober 1861 seine Dienststellung in Merseburg an. Aufgrund seiner Leistungen in der Truppenführung von seinen Vorgesetzten zur vorzugsweisen Beförderung oder Verwendung im Großen Generalstab empfohlen, wurde Massow am 18. April 1865 zum Major befördert und in den Großen Generalstab nach Berlin versetzt. Von dort kam er am 24. März 1866 in den Generalstab der 8. Division nach Erfurt. In dieser Stellung nahm er im gleichen Jahr während des Krieges gegen Österreich an den Kämpfen bei Liebenau, Podol, Münchengrätz, Königgrätz und Blumenau teil.
Nach dem Friedensschluss wurde Massow mit dem Roten Adlerorden IV. Klasse mit Schwertern ausgezeichnet und am 30. Oktober 1866 als etatsmäßiger Stabsoffizier in das Husaren-Regiment Nr. 16 nach Schleswig versetzt. Unter Beförderung zum Oberstleutnant wurde Massow am 22. März 1868 nach erst 20-jähriger Dienstzeit zum Kommandeur des Litthauischen Dragoner-Regiments Nr. 1 ernannt. Während des Krieges gegen Frankreich bildete sein Regiment 1870/71 die Divisionskavallerie der 1. Division unter Generalleutnant von Bentheim. Massow wirkte in den Kämpfen bei Colombey, Noisseville sowie der Belagerung von Metz. Für sein Verhalten mit beiden Klassen des Eisernen Kreuz ausgezeichnet, wurde er am Tag der Kaiserproklamation zum Oberst befördert.
Unter Stellung à la suite seines Regiments wurde Massow am 2. Dezember 1871 nach Württemberg kommandiert und zum Kommandeur der 27. Kavallerie-Brigade (2. Königlich Württembergische) ernannt. In dieser Stellung stieg er am 9. Juli 1875 zum Generalmajor auf und erhielt am 23. September 1876 den Roten Adlerorden II. Klasse mit Eichenlaub und Schwertern am Ringe. Am 2. Juni 1877 wurde Massow auf seinen Wunsch hin von dem Kommando nach Württemberg entbunden und zum Kommandeur der 10. Kavallerie-Brigade in Posen ernannt. Dort verstarb er nach kurzer Krankheit an einem Blasenleiden und wurde am 23. November 1878 in Dieskau beigesetzt.

### Familie
Massow hatte sich am 3. März 1868 in Dieskau mit Ottonie von Bülow (1840–1911) verheiratet, die später noch den 730 ha Herrensitz Groß Ziethen bei Berlin führte. Aus der Ehe ging die Tochter Ottonie Klara (1869–1899) hervor, die am 21 (29). Januar 1890 in Berlin den späteren preußischen Generalmajor Dietrich von Trotha (1857–1914) heiratete.